# Pacific Rim 1999 (rugby a 15)
La Epson Cup Pacific Rim 1999 fu la 4ª edizione del Pacific Rim Championship, istituito nel 1996 dall'allora International Rugby Board (oggi World Rugby, organo di governo del rugby a 15 a livello mondiale).
L'edizione del 1999 venne vinta dal Giappone, che interruppe l'egemonia canadese. Il torneo fu esteso da 4 a 6 squadre, con l'introduzione per la prima volta delle tre nazionali del Pacific Tri-Nations di Figi, Samoa e Tonga. Non partecipò invece Hong Kong, viste le problematiche relative alla presenza di giocatori naturalizzati senza i requisiti previsti dal International Rugby Board, che da quel momento venne esclusa dalla competizione.
Le partite del torneo vennero disputate nei Paesi delle nazionali partecipanti dell'Anello del Pacifico, mentre la formula adottata fu quella a girone unico.

## Risultati
| Tokyo 1º maggio 1999, ore 13:05 UTC+9 | Giappone        | 23 – 21 | Canada | Stadio Principe Chichibu (13.000 spett.)\| Arbitro: \| Masunu Talapusi \| |
| Arbitro:                              | Masunu Talapusi |         |        |                                                                           |

| Tokyo 8 maggio 1999, ore 13 UTC+9 | Giappone     | 44 – 17 | Tonga | Stadio Principe Chichibu (14.000 spett.)\| Arbitro: \| Kevin Hanley \| |
| Arbitro:                          | Kevin Hanley |         |       |                                                                        |

| Vancouver 15 maggio 1999 | Canada         | 29 – 40 | Figi | Thunderbird Stadium (6.500 spett.)\| Arbitro: \| Jerry McLemore \| |
| Arbitro:                 | Jerry McLemore |         |      |                                                                    |

| San Francisco 8 maggio 1999 | Stati Uniti     | 30 – 10 | Tonga | Boxer Stadium (4.600 spett.)\| Arbitro: \| Bruce Kuklinski \| |
| Arbitro:                    | Bruce Kuklinski |         |       |                                                               |

| Osaka 22 maggio 1999, ore 13 UTC+9 | Giappone   | 37 – 34 | Samoa | Hanazono Rugby Stadium (15.000 spett.)\| Arbitro: \| Gary Devoe \| |
| Arbitro:                           | Gary Devoe |         |       |                                                                    |

| San Francisco 22 maggio 1999 | Stati Uniti      | 25 – 14 | Figi | Boxer Stadium (3.950 spett.)\| Arbitro: \| Shinchi Iwashita \| |
| Arbitro:                     | Shinchi Iwashita |         |      |                                                                |

| Vancouver 29 maggio 1999 | Canada           | 13 – 17 | Samoa | Thunderbird Stadium (6.500 spett.)\| Arbitro: \| Shinchi Iwashita \| |
| Arbitro:                 | Shinchi Iwashita |         |       |                                                                      |

| Lautoka 5 giugno 1999, ore 15:50 UTC+13 | Figi       | 16 – 9 | Giappone | Churchill Park (15.000 spett.)\| Arbitro: \| Dan Hamaia \| |
| Arbitro:                                | Dan Hamaia |        |          |                                                            |

| Apia 5 giugno 1999 | Samoa           | 6 – 6 | Tonga | Apia Park (15.000 spett.)\| Arbitro: \| Sanday/Talapusi \| |
| Arbitro:           | Sanday/Talapusi |       |       |                                                            |

| Honolulu 12 giugno 1999, ore 14 UTC-10 | Stati Uniti | 31 – 47 | Giappone | Kapiolani Park (3.900 spett.)\| Arbitro: \| Etoni Tonga \| |
| Arbitro:                               | Etoni Tonga |         |          |                                                            |

| Toronto 19 giugno 1999 | Canada          | 17 – 18 | Stati Uniti | Stanley Park (4.500 spett.)\| Arbitro: \| Nobufumi Tanaka \| |
| Arbitro:               | Nobufumi Tanaka |         |             |                                                              |

| Nuku'alofa 26 giugno 1999 | Tonga                | 37 – 39 | Figi | Teufaiva Sport Stadium (11.000 spett.)\| Arbitro: \| Anetere'a Aiolupotea \| |
| Arbitro:                  | Anetere'a Aiolupotea |         |      |                                                                              |

| Apia 26 giugno 1999 | Samoa        | 27 – 20 | Stati Uniti | Apia Park\| Arbitro: \| Ian Hyde-Lay \| |
| Arbitro:            | Ian Hyde-Lay |         |             |                                         |

| Lautoka 3 luglio 1999 | Figi         | 15 – 27 | Samoa | Churchill Park (17.000 spett.)\| Arbitro: \| Ian Hyde-Lay \| |
| Arbitro:              | Ian Hyde-Lay |         |       |                                                              |

| Nuku'alofa 3 luglio 1999 | Tonga         | 18 – 10 | Canada | Teufaiva Sport Stadium (3.000 spett.)\| Arbitro: \| Sakaraia Vuki \| |
| Arbitro:                 | Sakaraia Vuki |         |        |                                                                      |

## Classifica
|    | Squadra     | G | V | N | P | P+  | P-  | P±  | PT |
| -- | ----------- | - | - | - | - | --- | --- | --- | -- |
| 1ª | Giappone    | 5 | 4 | 0 | 1 | 160 | 119 | 41  | 19 |
| 2ª | Samoa       | 5 | 3 | 1 | 1 | 111 | 91  | 20  | 16 |
| 3ª | Stati Uniti | 5 | 3 | 0 | 2 | 124 | 115 | 9   | 14 |
| 4ª | Figi        | 5 | 3 | 0 | 2 | 124 | 127 | -3  | 14 |
| 5ª | Tonga       | 5 | 1 | 1 | 3 | 88  | 129 | -41 | 8  |
| 6ª | Canada      | 5 | 0 | 0 | 5 | 90  | 116 | -26 | 3  |